# Jan Jurkiewicz (1957–2020)
Jurkiewicz Jan (ur. 1957-03-30, zm. 2020-01-31) - Współorganizator i aktywny działacz NZS Uniwersytetu Śląskiego w Katowicach, wiceprzewodniczący Komitetu Uczelnianego, brał udział w strajku protestacyjnym na terenie Huty "Baildon", redagował teksty w biuletynie NZS "Wyzwolenie", w gazetce "Aspekt", kolportował podziemne wydawnictwa w środowisku akademickim (zobacz więcej - biogram KWiS).
Z powodu swej działalności został internowany do więzienia w Zabrze-Zaborze i Uherce od 18-12-1981 do 12-07-1982 roku.
1. ↑  https://polskiemiesiace.ipn.gov.pl/mie/form/r767304694,Jurkiewicz-Jan-Wlodzimierz.html
https://inwentarz.ipn.gov.pl/szukaj?fraza=Jurkiewicz%20Jan%2030-03-1957&sort_bef_combine=relevance_DESC
2. ↑  Grobonet - Wyszukiwarka osób pochowanych [online], grobonet.com [dostęp 2025-08-18].